# Sámuel Teleki
El conde Sámuel Teleki de Szék (Dumbrăvioara (Sáromberke), Transilvania, 1 de noviembre de 1845-Budapest, 10 de marzo de 1916) fue un noble y político húngaro recordado por haber dirigido una expedición de exploración en África, en el norte de Kenia, en la que fueron los primeros europeos en ver, y nombrar, el lago Rodolfo (hoy lago Turkana) y el lago Estefanía (actual lago Chew Bahir, en Etiopía).

## Biografía

### Primeros años
Teleki nació en Dumbrăvioara (Sáromberke), un pueblo en el Reino de Hungría, Transilvania (en el actual Distrito de Mureş en Rumania) en el seno de una prominente familia húngara activa en la política y la cultura. Su bisabuelo Sámuel Teleki (1739–1822), antiguo canciller de Transilvania, había fundado la Biblioteca Teleki en Târgu Mureş (Marosvásárhely), una de las primeras bibliotecas públicas húngaras, que se inauguró en 1802 y que alberga en la actualidad más de doscientos mil volúmenes de incalculable valor.
Teleki cursó estudios de mineralogía, geología, astronomía y geografía. Hasta cerca de los cuarenta años, fue «un jovial aristócrata húngaro de inmensa riqueza», que se dedicó a administrar sus propiedades y activos y que comenzó una carrera política como miembro de la Cámara Alta del Parlamento húngaro en 1881. Cazador entusiasta, estaba fascinado por los primeros exploradores africanos. En 1886, aceptó la sugerencia de su amigo y benefactor, el príncipe heredero Rodolfo de Habsburgo, hijo del emperador-rey austrohúngaro Francisco José I de Austria, de incorporarse a un safari por el África oriental que estaba planeando para explorar los territorios al norte del lago Baringo. Se trataba de explorar las tierras más allá de las alcanzadas por el explorador escocés Joseph Thomson, con el fin de encontrar el lago del desierto. Anteriores viajeros habían oído rummores, basados en leyendas locales, sobre la existencia de un mar que se extendía más allá del desierto, rodeado por tribus de gigantes y con islas habitadas por monstruos y fantasmas.

### Expedición de 1887-88
El conde Teleki y su compañero, el teniente Ludwig von Höhnel, oficial de la marina austriaca, dejaron la ciudad costera de Pangani (Tanzania) en febrero de 1887 con cerca de cuatrocientos porteadores, remontando el curso del río Ruvu (o Pangani). Fueron los primeros occidentales de los que hay constancia que reconocieron una gran parte del Rift de África Oriental. Teleki fue el primero en llegar a la línea de nieve en el monte Kilimanjaro, a 5.300 m, y el primer explorador en poner pie en el monte Kenia, subiendo hasta cerca de 4.300 m. Más tarde se dirigieron hacia el norte, siguiendo el sistema fluvial interior, para descubrir el 5 de marzo de 1888 el último de los Grandes Lagos de África, conocido como el mar de Jade por el conde Teleki, que lo nombró después en honor de su amigo como lago Príncipe Rodolfo. El lago fue renombrado en 1975 como Turkana por la tribu que habita en sus orillas. Las partidas de Teleki y von Höhnel en el sur de Etiopía también dieron a conocer un lago más pequeño, Stefanie (nombrado por la princesa Estefanía de Bélgica, esposa del príncipe), que ahora se llama lago Chew Bahir.
Teleki y Höhnel realizaron muchas observaciones sobre el clima, la flora y la fauna de los territorios visitados. También recogieron más de cuatrocientos objetos etnográficos, la mayoría de ellos procedentes de las tribus masái y kikuyu, y regresaron con una valiosa colección de plantas y animales. Una de las plantas gigantes de lobelia que se encuentran en el cinturón afro-alpino del monte Kenia fue nombrada Lobelia telekii en honor del conde Sámuel Teleki.
Llegaron en Mombasa, en octubre de 1888, siguiendo el cauce seco del Turkwel. Durante este regreso a la costa oriental de África,  Teleki descubrió un volcán activo (el volcán de Teleki) en el sur de Kenia. En su camino de vuelta, se detuvieron en Aden: Teleki tenía la intención de explorar en el futuro las tierras altas de Etiopía y la región de los grandes lagos del norte.

### Últimos años
En 1895 Teleki volvió de nuevo a Kenia en un esfuerzo infructuoso por escalar el Kilimanjaro. Después de la expedición, Teleki volvió a su vida aristocrática en Hungría y murió en Budapest tras una larga enfermedad, en 1916.
Teleki escribió en húngaro Diarios de África oriental entre 1886-95, siendo traducido al inglés. Los resultados científicos del viaje fueron publicados por von Höhnel en un libro titulado El descubrimiento de los lagos Rodolfo y Stefanie, traducido al inglés como The discovery of lakes Rudolph and Stefanie.